# Argithea
Argithea (tiếng Hy Lạp: ?) là một khu tự quản ở vùng Thessalía, Hy Lạp. Khu tự quản Argithea có diện tích 373 km², dân số theo điều tra ngày 18 tháng 3 năm 2001 là 2488 người.